# جون ایشیکاوا (آهنگساز)
جون ایشیکاوا (انگلیسی: Jun Ishikawa؛ زادهٔ ۱۹۶۴ (۶۰–۶۱ سال)) آهنگساز اهل ژاپن است.